# Мінла оливкова
Мі́нла оливкова (Liocichla bugunorum) — вид горобцеподібних птахів родини Leiothrichidae. Цей дуже рідкісний вид є ендеміком Індії.

## Опис
Довжина птаха становить 20-22 см. Забарвлення переважно оливково-сіре, тім'я чорне. Над очима проходять широкі жовті "брови", які перетинають чорні смужки, що ідуть від тімені до очей. Крила жовто-чорно-червоно-білі. Хвіст чорний, нижні покривні пера малинові, кінчик хвоста чорний. Лапи рожеві, дзьоб чорний, на кінці білуватий.

## Відкриття
Перші повідомлення про відкриття нового виду з'явилися в 1995 році, але науково описаний вид був лише в 2006 році. Опис був зроблений без отримання голотипу, оскільки, на думку вчених, популяція виду настільки мала, що вбивство навіть одного птаха може їй зашкодити. Відома лише одна популяція, що нараховує 14 особин, і мешкає в заповіднику Іглнест в штаті Аруначал-Прадеш.

## Поширення і екологія
Відома науковцям популяція оливкових мінл живе у вологому гірському тропічному лісі та в чагарникових заростях, на висоті від 1850 до 2450 м над рівнем моря. Однак, можливо, невідомі досі популяції мешкають в інших районах Аруначал-Прадешу, або навіть в сусідніх районах Тибету і Бутану.

## Збереження
МСОП класифікує цей вид як такий, що перебуває на межі зникнення. Імовірно, в світі мешкає від 70 до 380 оливкових мінл. Їм може загрожувати знищення природного середовища і лісові пожежі.